# Дерксен, Лев Андреевич
Лев Андреевич Дерксен (родился 2 мая 1991 года в Прокопьевске) — российский регбист, игрок команды «Локомотив-Пенза».

## Биография

### Клубная карьера
Воспитанник клуба, за который дебютировал в 18 лет. После сезона 2010 года ушел в армию. По возвращении из армии стал постоянным игроком основного состава. В 2012 году вошел в рейтинг лучших игроков по количеству попыток в чемпионате (9 попыток) заняв место с 4 по 8 (у лидера — Дениса Симпликевича 19 попыток). В 2013 году стал фигурантом уголовного дела (статья: применение насилия, не опасного для жизни и здоровья, в отношении представителя власти в связи с исполнением им своих должностных обязанностей), получил штраф 45000 рублей. В дальнейшем постоянный игрок основного состава. На протяжении последних лет один из лидеров команды.

### Карьера в сборной
В 2015 году, вместе с одноклубником Антоном Сычёвым, попал в заявку сборной России на участие в Кубке наций в Гонконге. Дебютную (вместе с ним дебютировали также Тагир Гаджиев и Кирилл Готовцев игру провел против Португалии на этом же турнире, выйдя в стартовом составе. Россия выиграла 12-23, однако Дерксен результативными действиями в этом матче не отметился.